# Алън Харпър (Двама мъже и половина)
Алън Харпър е художествен герой от комедията „Двама мъже и половина“.
Той е разведеният брат на Чарли. По професия е физиотерапевт и е много по-съвестен от брат си, но няма никакъв късмет и Чарли често се шегува с него. След като жена му, Джудит, получава къщата след развода, той за постоянно остава при Чарли. Алън Харпър по принцип е добра и учтива личност, но има слабост към жени, които се отнасят зле с него. Това може би произлиза от лошите отношения между него и майка им. Той е най-практичният герой в шоуто, неговите скрупули и пестеливост са често в основата на много от шегите. Джон Крайър играе ролята на по-малкия с две години брат, но в действителност той е с няколко месеца по-голям от актьора Чарли Шийн.